# Jonathan Moncada
Jonathan Enrique Moncada Zeledón (ur. 3 stycznia 1998 w Estelí) – nikaraguański piłkarz występujący na pozycji defensywnego pomocnika, reprezentant Nikaragui, od 2023 roku zawodnik Diriangén.